# Аумада (муниципалитет)
Аумада (исп. Ahumada) — муниципалитет в Мексике, штат Чиуауа с административным центром в городе Мигель-Аумада. Численность населения, по данным переписи 2010 года, составила 11 457 человек.

## Общие сведения
Название Ahumada дано в честь губернатора Мигеля Аумады.
Площадь муниципалитета равна 16910 км², что составляет 6,83 % от общей площади штата, а наивысшая точка — 1680 метров, расположена в поселении Эль-Профундо.
Он граничит с другими муниципалитетами штата Чиуауа: на севере Хуаресом, на востоке с Гуадалупе и Кояме-дель-Сотолем, на юге с Чиуауа, на западе с Буэнавентурой, и на северо-западе с Асенсьоном.

## Учреждение и состав
Муниципалитет был образован в 1894 году, в его состав входят 135 населённых пунктов, самые крупные из которых:
| Код INEGI                  | Населённый пункт                                                                              | Численность населения (2005 год) | Численность населения (2010 год) |
| -------------------------- | --------------------------------------------------------------------------------------------- | -------------------------------- | -------------------------------- |
| 001                        | Всего                                                                                         | 11727                            | 11457                            |
| 0001                       | Мигель-Аумада (исп. Miguel Ahumada) 30°37′07″ с. ш. 106°30′44″ з. д. (административный центр) | 8753                             | 8575                             |
| 0070                       | Охо-Кальенте (исп. Ojo Caliente (Colonia Seca)) 30°29′34″ с. ш. 106°32′56″ з. д.              | 409                              | 514                              |
| 1045                       | Валье-де-ла-Эсперанса (исп. Colonia Valle de la Esperanza) 29°57′51″ с. ш. 106°13′05″ з. д.   | 29                               | 292                              |
| 0007                       | Аламос-де-Пенья (исп. Álamos de Peña) 30°18′13″ с. ш. 106°47′46″ з. д.                        | 326                              | 269                              |
| 0079                       | Лас-Плаяс (исп. Las Playas) 30°15′31″ с. ш. 106°48′14″ з. д.                                  | 160                              | 214                              |
| 0512                       | Сан-Лоренсито (исп. San Lorencito) 29°54′17″ с. ш. 106°23′25″ з. д.                           | 173                              | 184                              |
| —                          | Прочие                                                                                        | 1877                             | 1409                             |
| Названия на карте Генштаба |                                                                                               |                                  |                                  |

## Экономика
По статистическим данным 2000 года, работоспособное население занято по секторам экономики в следующих пропорциях: сельское хозяйство, скотоводство и рыбная ловля — 22,4 %, промышленность и строительство — 36,3 %, сфера обслуживания и туризма — 35,6 %, прочее — 5,7 %.

## Инфраструктура
По статистическим данным 2010 года, инфраструктура развита следующим образом:
- электрификация: 99 %;
- водоснабжение: 98,5 %;
- водоотведение: 89,6 %.

## Фотографии

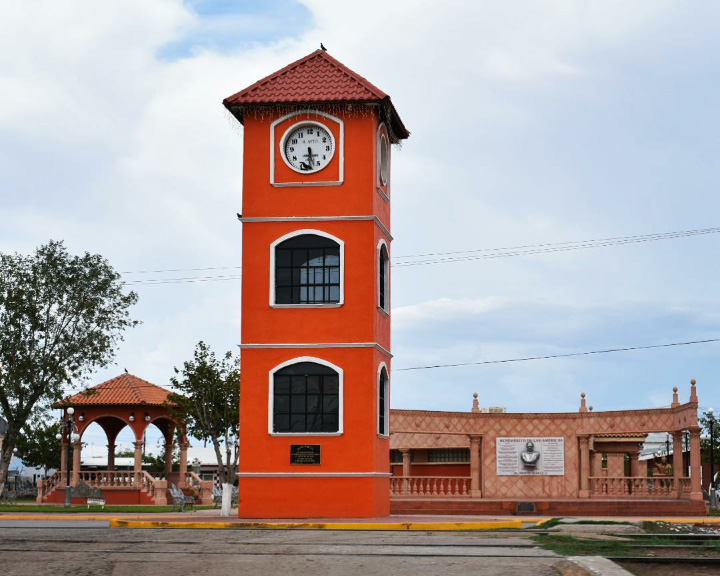
Часовая башня в Мигель-Аумаде
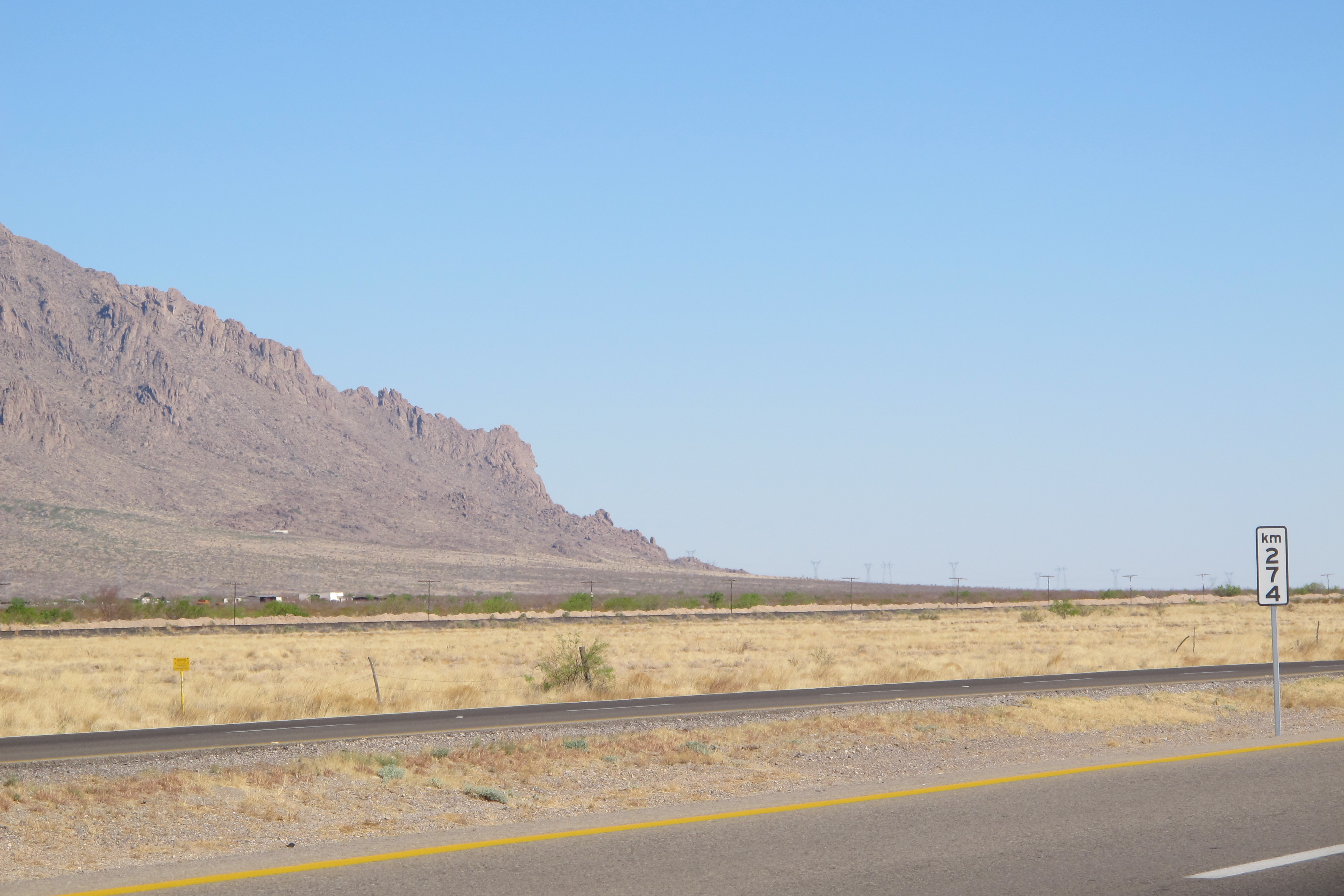
«Профиль Христа» в Сьерра-Пеньяскосе
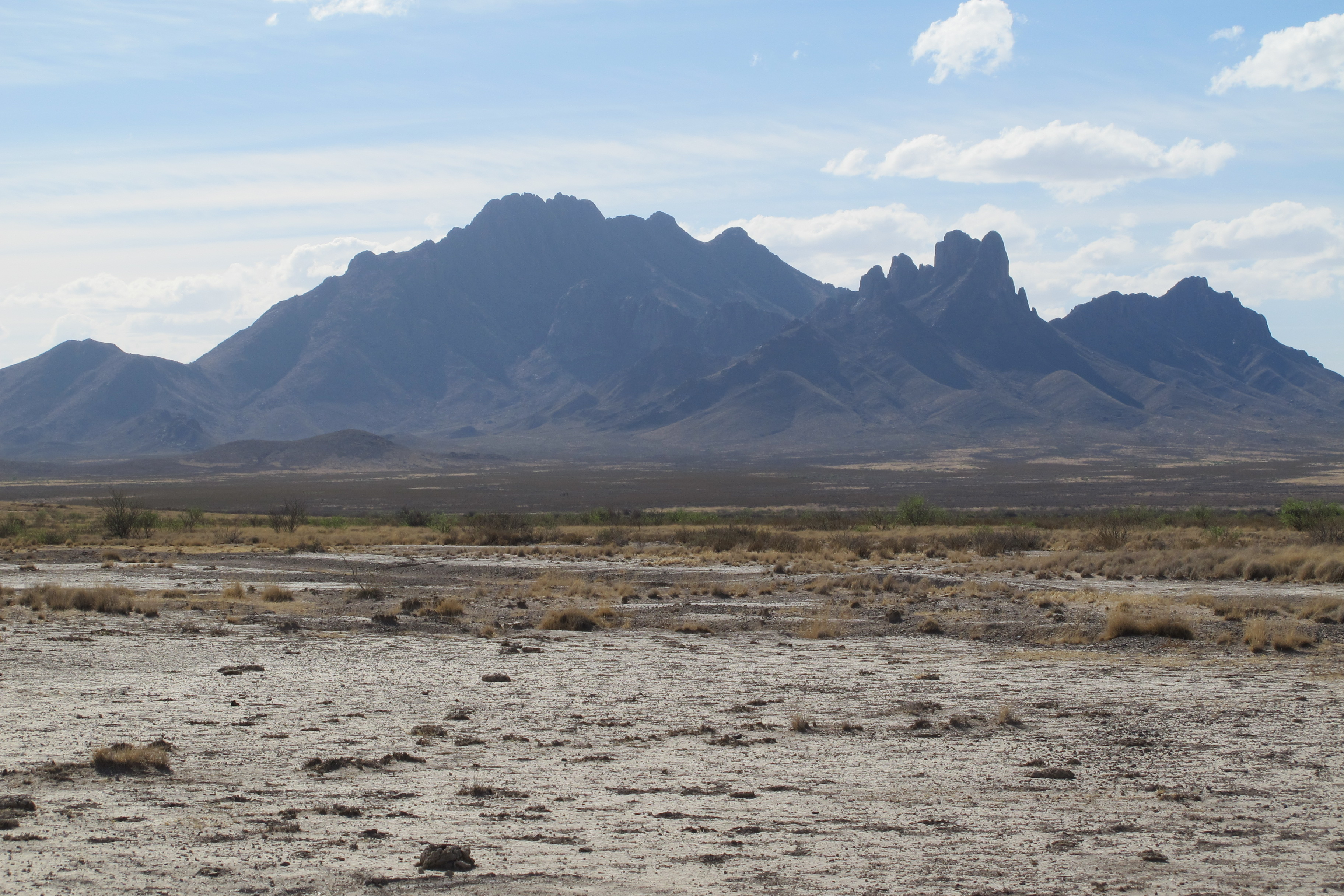
Гора Канделария